# Rai News 24
Rai News 24是義大利的24小時新聞頻道，由意大利廣播電視公司 (Rai) 營運。Rai News24在義大利通過數位電視訊號播出，並通過衛星在歐洲和北美播出。RAI的新聞頻道在1999年4月26日開始播出。現在Rai News24在晚間8點的新聞節目收視率達5.9%。2017年起以高清方式播出節目。
频道的内容包括 (以下所有时间都是中国时间)：
- 每30分钟，世界和全国的新闻，活和不断更新。
- 每30分钟，全国天气信息。其次是周一至周五的15:30至0:00以及周末的14:00至1:00之间的交通信息。
- 体育新闻每小时更新一次，滚动时间表Sport24，在19:30和2:30播放平日。
- 每天早上和晚上按预览。